# Холохольня (приток Плавы)
Холохольня — река в России, протекает в Тульской области. Левый приток Плавы.

## География
Река берёт начало у деревни Сычевка Арсеньевского района. Течёт в северо-восточном направлении по открытой местности. Впадает в Плаву ниже села Лапино Щёкинского района. Устье реки находится в 11 км по левому берегу реки Плава. Длина реки составляет 39 км, площадь водосборного бассейна — 408 км².

### Притоки
(км от устья)
- 8,4 км: река Мармыж (л)
- 13 км: река без названия, у с. Бегино (п)
- 23 км: река Железница (п)
- 27 км: река Холона (л)
- 31 км: река Тырня (л)

## Данные водного реестра
По данным государственного водного реестра России относится к Окскому бассейновому округу, водохозяйственный участок реки — Упа от истока и до устья, речной подбассейн реки — Бассейны притоков Оки до впадения Мокши. Речной бассейн реки — Ока.
Код объекта в государственном водном реестре — 09010100312110000019410.